# Walter Portales
Walter Alberto Portales Chávez (California, Estados Unidos, 27 de marzo de 2004) es un futbolista estadounidense. Juega como defensa y su actual equipo es el Club Puebla de la Primera División de México.

## Trayectoria

### Inicios y formación
Walter Portales nació en California, Estados Unidos, y cuenta con doble nacionalidad estadounidense y mexicana. Desde muy joven demostró talento en el sector defensivo, desarrollando una notable proyección ofensiva. Jugó en la Academia del LA Galaxy, específicamente en las categorías Sub-13 y Sub-15, donde tuvo destacadas actuaciones. Por ejemplo, en un partido contra Los Angeles United Futbol Academy, anotó un gol en la victoria de su equipo por 3-2. Sin embargo, no hay registros que confirmen su permanencia o desarrollo posterior dentro de la estructura del LA Galaxy. Su formación profesional comenzó en las fuerzas básicas del Club América, donde fue ganando protagonismo por su velocidad, inteligencia táctica y capacidad de desborde.

### Club América
Debutó oficialmente en las categorías juveniles del Club América en 2022, con el equipo Sub‑19. Durante su paso por esta categoría acumuló 34 partidos y anotó 3 goles, destacándose como un lateral moderno con proyección ofensiva.
En 2023, fue ascendido al equipo Sub‑23 del América, donde disputó un total de 19 encuentros en la temporada 2024‑2025, sumando más de 1,400 minutos en cancha. Su disciplina táctica y consistencia en el rendimiento lo llevaron a ser considerado para el primer equipo.

### Club Puebla
En junio de 2025 Portales fue cedido al Club Puebla. La cesión incluyó opción a compra y formó parte de una estrategia del Club América para darle minutos a sus jóvenes talentos. Junto con Portales también llegaron Miguel Ramírez y Esteban Lozano.

## Selección nacional
Walter Portales ha representado a la Selección Sub‑19 de Estados Unidos, participando en concentraciones y partidos oficiales con el combinado juvenil norteamericano. Fue convocado para un campamento en Miami a principios de 2023 y posteriormente formó parte de la gira en Argentina donde debutó oficialmente con el equipo U‑19 el 24 de marzo de 2023.
Su paso por la selección juvenil de Estados Unidos le ha brindado experiencia internacional valiosa y exposición a diferentes estilos de juego, fortaleciendo su crecimiento y versatilidad como lateral derecho.

## Clubes
| Club               | País           | Año           |
| ------------------ | -------------- | ------------- |
| Los Ángeles Galaxy | Estados Unidos | 2017-2022     |
| Club América       | México         | 2022-2025     |
| Club Puebla        | México         | 2025-presente |